# 진부걸
진부걸(陳夫乞, ? ~ 기원전 176년)은 초한전쟁기 ~ 전한 초기의 군인이다.

## 행적
고제 전원년(기원전 206년)에 고제를 따라 강리(杠里)에서 졸병으로서 종군하였고, 도위가 되어 항우를 치고 연나라를 평정한 공로로 고호후(高胡侯)에 봉해졌다.
문제 4년(기원전 176년)에 죽어 시호를 중(中)이라 하였고, 아들 진정이 뒤를 이었다.

## 출전
- 사마천, 《사기》 권18 고조공신후자연표(高祖功臣侯者年表)
- 반고, 《한서》 권16 고조공신후자연표(高惠高后文功臣表)